# 葬花詞

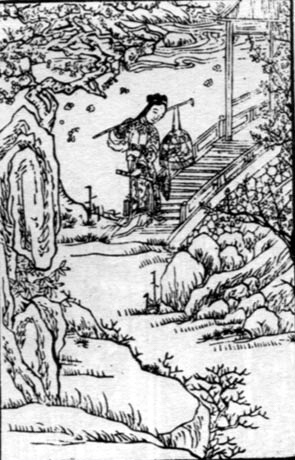
清嘉庆间刊本荆石山民《红楼梦散套》插图中的「葬花」

《葬花詞》，又稱《葬花吟》、《林黛玉葬花辭》，是中國章回小說《紅樓夢》第二十七回《滴翠亭楊妃戲彩蝶　埋香冢飛燕泣殘紅》末，作者藉由小說角色林黛玉所吟誦出來的一段詩詞。整首葬花詞除第十六句及第三十七句分別為十字與八字之外，每句七言，共五十二句，三百六十八字。

## 創作背景
這首詩詞是林黛玉在芒種當天所作，前一天賈寶玉尋訪林黛玉時被薛蟠以賈政的名義叫去喝酒，寶玉回怡紅院後，薛寶釵往訪，黛玉隨後也前往怡紅院，但院門已關，黛玉只好叫門，恰巧寶玉的丫環晴雯在鬧脾氣，未聽出是黛玉，因此未開門，黛玉吃了閉門羹，先前與寶玉發展的情愫大受打擊，令她想起自己寄人籬下，即使與寶玉情到濃處，但婚姻大事卻無人為其作主，不免傷懷。隔日芒種是春季最後一天，大觀園的女孩兒們祭餞花神，熱鬧非凡，黛玉則選擇孤獨一人到日前與寶玉共同葬花的花冢前，一邊葬花，一邊哭泣，一邊吟唱出這首自況又「如讖成真」的葬花詞。

## 詩詞大意
林黛玉藉由這首詩詞道出作為一個「葬花者」的葬花經過，以及她在葬花過程中所思考的人生問題。

清人明義題紅樓夢詩中稱「傷心一首葬花詞，似讖成真自不知」，黛玉這首抒情詩也成為隱示其命運的讖語——她與寶玉的愛情濃烈至頂點後，即無法再往前進一步完成婚姻，兩人的距離由於現實因素而越來越遠，而她的生命在現實磨難之中也逐漸枯萎，最後終於早夭。

## 藝術成就
一些研究紅樓夢的學者認為《葬花詞》是紅樓夢詩詞之中最絕妙、最值得稱道的篇章之一。它是黛玉這個苦命少女命運與個性融合而成一首特殊的「黛玉詠嘆調」:134、135。
黛玉因為寄人籬下，因此在性格表現上比較敏感，對於春去秋來特別易有感觸，而黛玉在作葬花詞之前，剛好遇到不如意之事，因此激起她對寶黛之間愛情的不安全感，透過這首詩詞文字表現了她的性格，以及她對自己理想的追求（質本潔來還潔去），一方面藉由葬落花哀憐自己的身世，一方面也質疑她與寶玉間似乎並不穩固的愛情關係，更有一部分是在表達她對於整個環境的抗議，以及無可奈何的絕望，其悲切常令讀者鼻酸不已。
由於《葬花詞》充分展現了林黛玉的性格，是作者為林黛玉所安排的代表之作，因此「葬花」成為後人讀紅樓夢時對林黛玉最鮮明的印象之一，幾乎所有關於紅樓十二釵畫作之中的黛玉，以「黛玉葬花」作為主題者為最多。